# Gare de Ramonchamp
La gare de Ramonchamp  est une gare française désaffectée située sur le territoire de la commune de Ramonchamp, dans le département des Vosges en région Grand Est. Elle est encore desservie mais par des cars TER Lorraine (Ligne 8).

## Situation ferroviaire
Elle était située au point kilométrique 47,338 de la ligne d'Épinal à Bussang aujourd'hui déclassée au-delà de Remiremont. Son altitude est de 473 m.

## Service des voyageurs

### Desserte
La gare de Ramonchamp est uniquement desservie par des cars TER Lorraine de la ligne 08 : Remiremont - Bussang.